# Іруесте
Іруесте (ісп. Irueste) — муніципалітет в Іспанії, у складі автономної спільноти Кастилія-Ла-Манча, у провінції Гвадалахара. Населення — 69 осіб (2010).
Муніципалітет розташований на відстані близько 70 км на схід від Мадрида, 23 км на схід від Гвадалахари.

## Демографія
Динаміка населення (INE ):